# Tirumala septentrionis

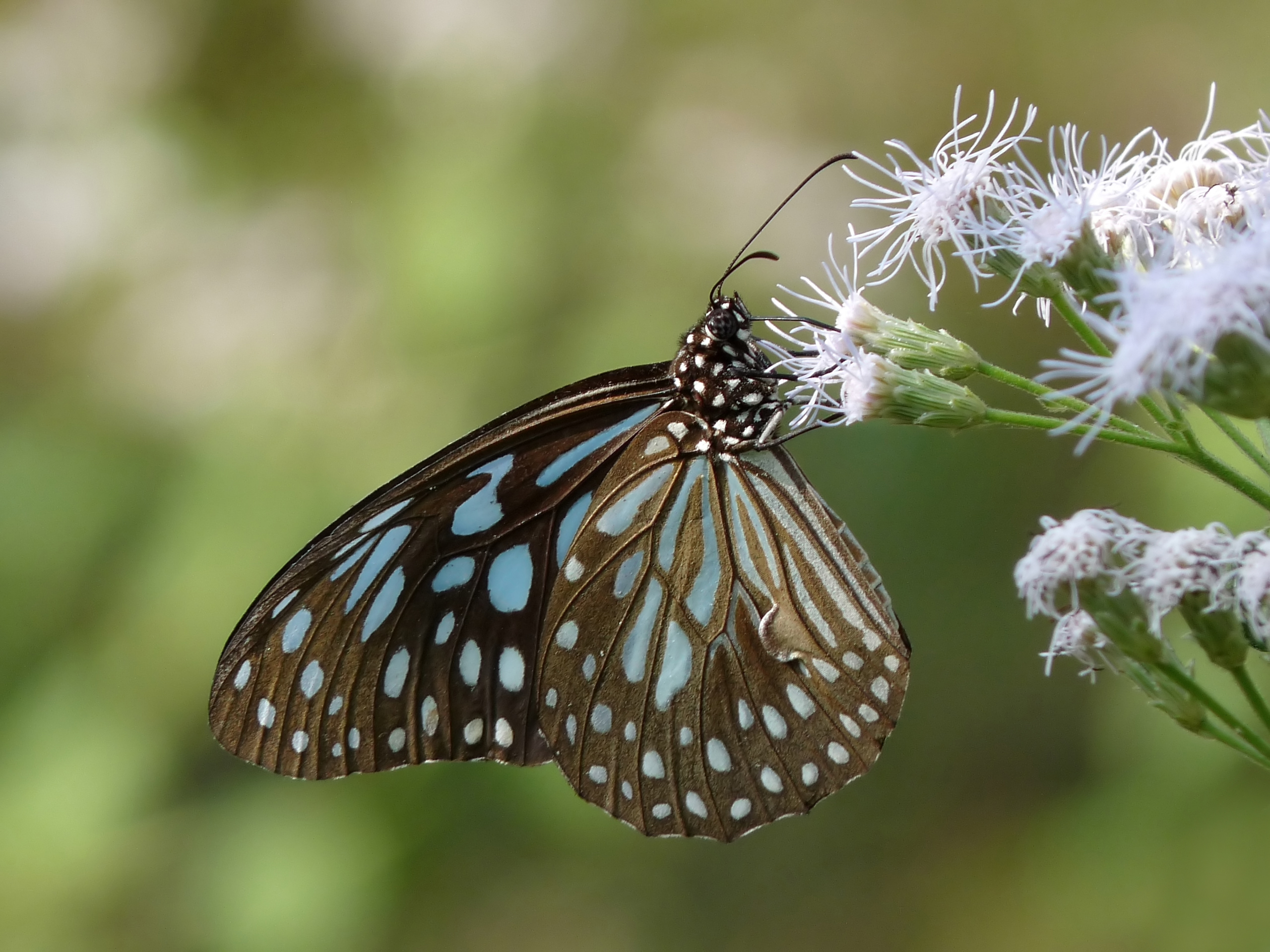
Lato inferiore, Kerala, India

Tirumala septentrionis (Butler, 1874 è un lepidottero diurno appartenente alla famiglia Nymphalidae, diffuso nel subcontinente indiano e nel sud-est asiatico.

## Descrizione
Assomiglia molto a Tirumala limniace, Cramer, ma è sempre sufficientemente distinta per essere facilmente riconosciuta, anche sull'ala. Dalla T. limniace differisce sul lato superiore per il colore di fondo più scuro e le marcature semi ialine più strette, più distinte e di tinta più azzurra. Nella parte anteriore, nell'intercapedine 1 le due striature sono più strette, mai coalescenti e quella superiore forma una macchia ovale staccata; le brevi striature sopra la vena 5 sono esternamente mai troncate, sempre acute. Nella parte posteriore due striature. Se la cellula discoidale unita alla base è distanziata agli apici, quella inferiore non è mai formata ad uncino. Nella parte inferiore questa specie è generalmente più scura, l'apice dell'ala anteriore ha il colore di fondo dell'ala posteriore non essendo del vistoso bruno dorato presente nella T. limniace.
L'apertura alare è tra gli 80 e i 115 mm.

## Distribuzione
Si trova nell'Himalaya da Simla al Sikkim, in Assam, in Birmania, in Cambogia e Sud-est asiatico, in Orissa, in Bengala Occidentale, in India meridionale, nei Ghati occidentali, Niligiri e Sri Lanka.

## Abitudini
Questa specie è una delle predominanti (78%) durante la stagione migratoria nell'India meridionale quando migrano molte specie. Sia i maschi che le femmine sembrano migrare in egual numero.

## Ciclo vitale
Il bruco è simile a quello della T. limniace (vedi Journal of the Bombay Natural History Society x, 1896, p. 240). Secondo MacKinnon e de Nicéville si nutre del dichotoma di Vallaris (Journal of the Bombay Natural History Society xi, 1807, p. 212). Altre specie includono Cosmostigma racemosa, Heterostemma brownii e specie Cocculus.

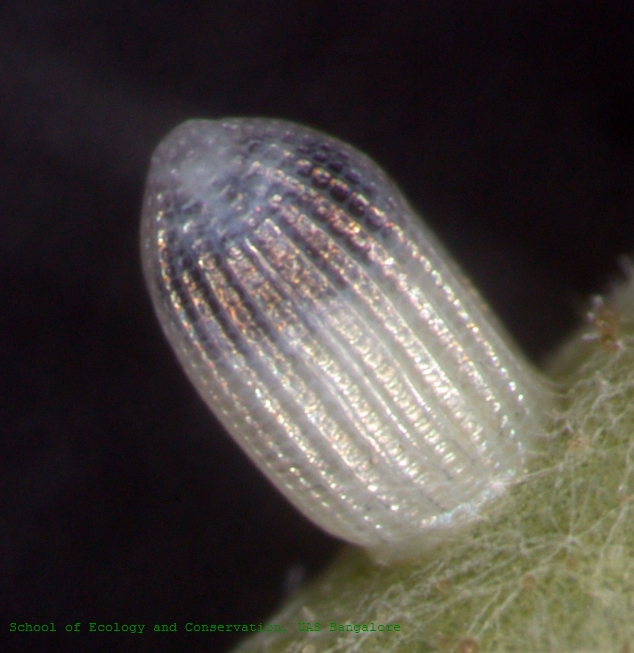
Uovo
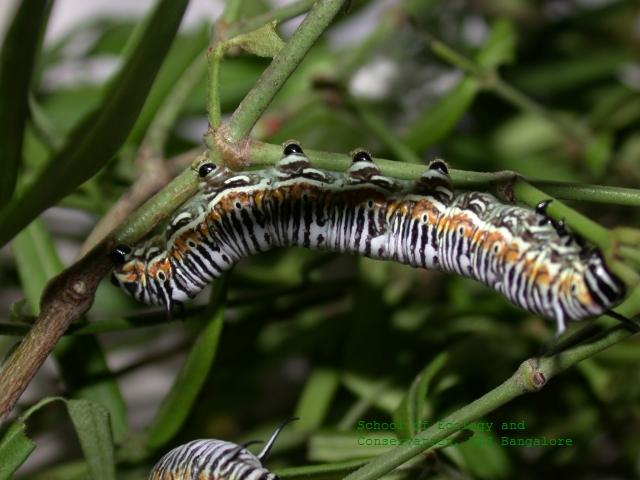
Bruco
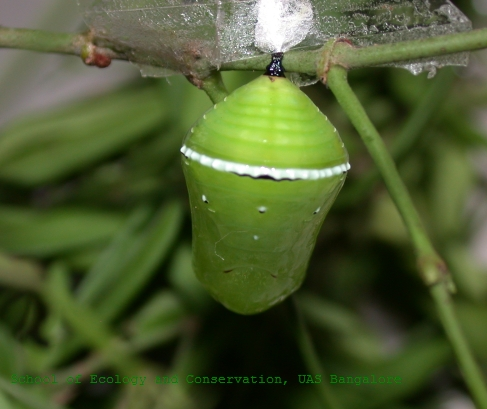
Pupa
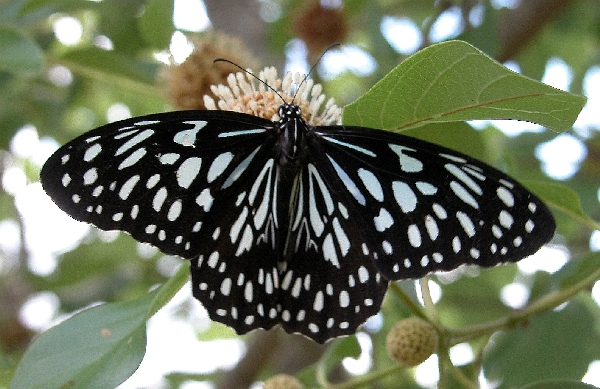
Adulto
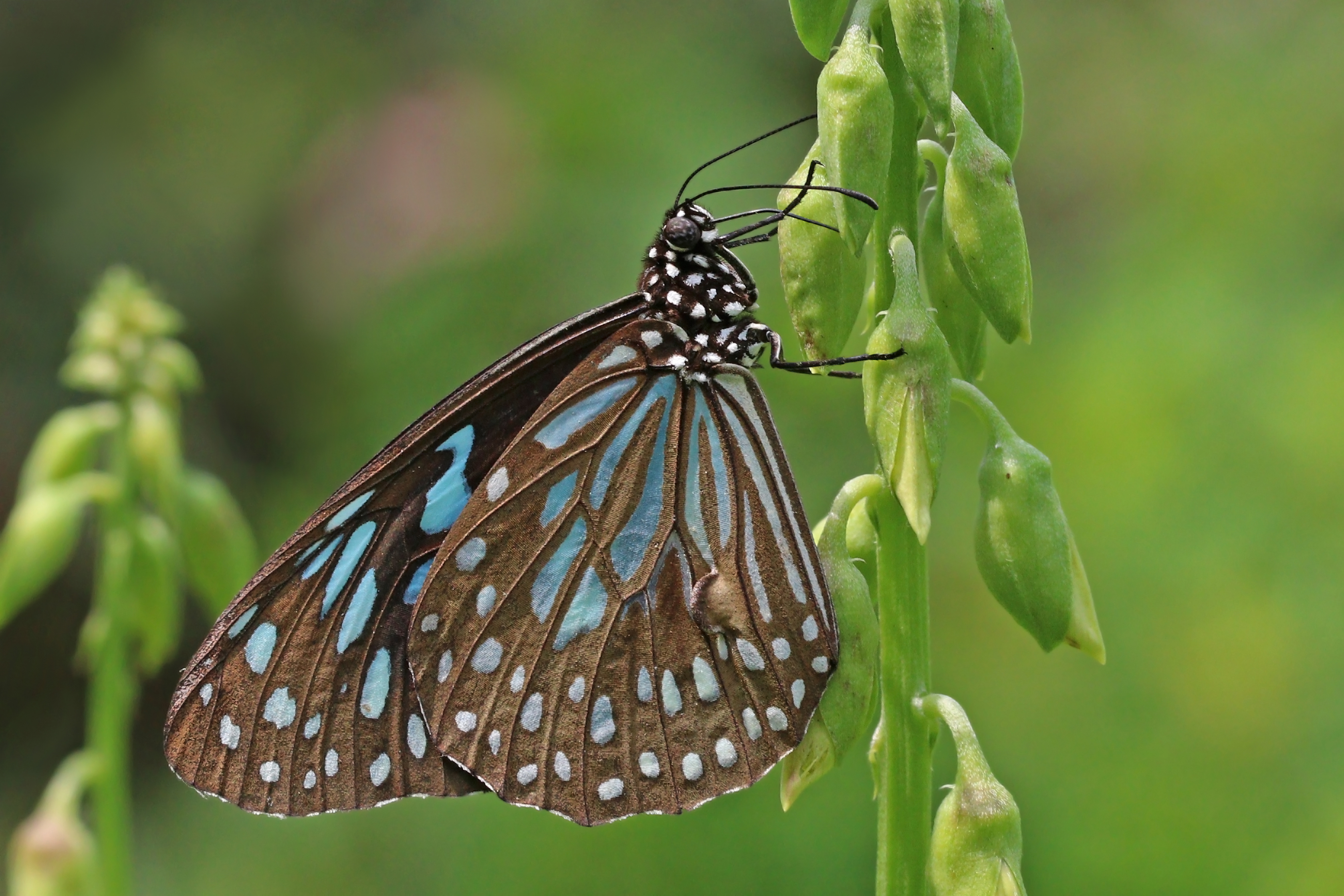
Maschio